# Hlíðarfjall
La Hlíðarfjall est une montagne culminant à 1 302 mètres d'altitude, située à cinq kilomètres sur les hauteurs et à l'ouest de la ville d'Akureyri, dans le fjord de Eyjafjörður, dans le Nord de l'Islande.

## Toponymie
La Hlíðarfjall est généralement considérée comme tirant son nom de Lögmannshlíð, une propriété et le site d'une église qui furent importants, et situés sur les pentes de la montagne (le terme islandais hlíð signifie « pente »).

## Domaine skiable

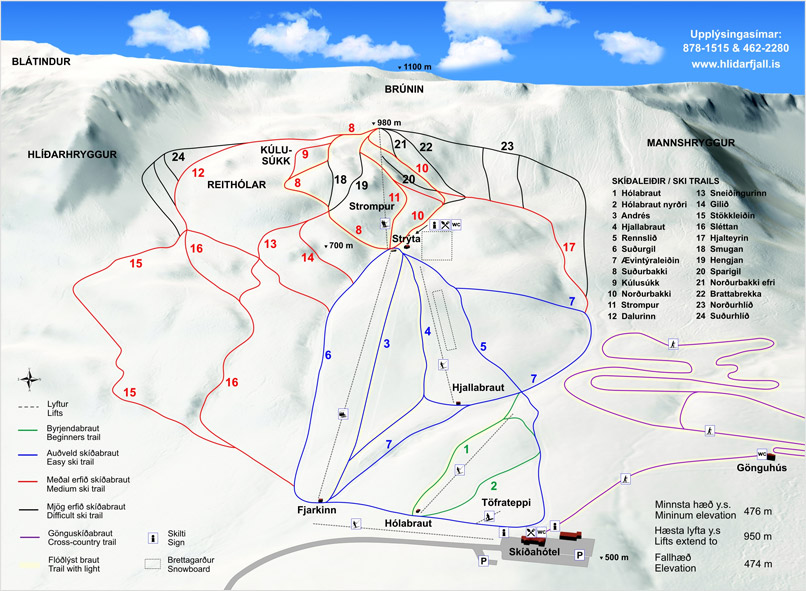
Plan des pistes.

Le deuxième plus vaste domaine skiable d'Islande a été développé sur les pentes de la montagne. Le ski y est pratiqué depuis près de quarante ans. Le domaine est ouvert de fin novembre à début mai, les horaires évoluent fortement selon les mois ou les jours de la semaine. La piste la plus longue fait 2,5 km. Les pistes principales sont éclairées, ce qui permet la pratique du ski nocturne quand les jours sont plus courts.
Le domaine de ski de fond est éclairé jusqu'à 22h00. Son étendue varie selon le niveau d'enneigement.
L'ancien hôtel n'offre plus d'hébergement et est désormais utilisé principalement pour des réunions.
Une vue directe sur Akureyri et sur le fjord y sont permises.